# Mount Byerly
Mount Byerly är ett berg i Antarktis. Det ligger i Västantarktis. Chile gör anspråk på området. Toppen på Mount Byerly är 1 656 meter över havet.
Terrängen runt Mount Byerly är lite kuperad. Trakten är obefolkad. Det finns inga samhällen i närheten.